# Втрати 66-ї окремої механізованої бригади
У статті описано обставини загибелі бійців 66-ї окремої механізованої бригади.

## Обставини втрат

### 2022
- 17 травня 2022 — Бабанський Юрій Олексійович, сержант, командир такелажного відділення гаубичного самохідно-артилерійського дивізіону. Загинув внаслідок ракетного обстрілу навчального центру «Десна» на Чернігівщині.[1]
- 17 травня 2022 — Пасічник Олександр Сергійович, старший навідник гаубичного самохідного артилерійського дивізіону. Загинув внаслідок ракетного обстрілу навчального центру «Десна» на Чернігівщині.[2]
- 17 травня 2022 — Мельник Сергій Миколайович. 27 квітня 1964, с. Хмелів, старший лейтенант. Загинув внаслідок ракетного обстрілу навчального центру «Десна» на Чернігівщині.[3]
- 17 травня 2022 — Радисюк Олександр Олександрович («Радік»). 25 років, селище Кожанка.[4]
- 17 травня 2022 — Парасочка Ігор. 2 жовтня 1986, с. Веселий Поділ.[5]
- 21 серпня 2022 — Бойко Ростислав Миколайович, солдат, механік-водій. Загинув в населеному пункті Костянтинівка Донецької області.[6]
- 27 вересня 2022 — Різниченко Олексій Миколайович, лейтенант, начальник медичного пункту.[7]
- 27 вересня 2022 — Анікієнко Віктор Миколайович, молодший сержант, розвідник-навідник розвідувальної роти. Загинув у передмісті Лиман Донецької області.[8]
- 4 серпня 2022 — Дегтярьов Олег Валерійович, полковник, командир бригади. Загинув в бою в м. Мар'їнка.[9][10]
- 2 листопада 2022 — Примак Сергій Володимирович, командир бойової машини — командир відділення. Загинув поблизу с. Невське Луганської області під час артилерійського обстрілу.[11]
- 28 листопада 2022 — Вакуленко Олександр Анатолійович, молодший лейтенант.

### 2023
- 9 січня 2023 — Павлов Сергій Олександрович, солдат.
- 2 квітня 2023 — Царук Ігор Васильович, молодший сержант.
- 19 квітня 2023 — Верховський Назар. Загинув на Луганщині.[12]
- 15 липня 2023 — Стриженко Олександр Анатолійович, старший сержант.
- 22 липня 2023 — Савчук Олександр, кулеметник. Загинув в районі населеного пункту Нововодяне Сватівського району Луганської області під час артилерійського обстрілу.[13]
- 23 липня 2023 — Сеник Микола Михайлович, сержант взводу, командир відділення управління механізованого батальйону. Загинув поблизу населеного пункту Невське Луганської області під час російського штурму.[14]
- 6 вересня 2023 — Козаченко Сергій Олександрович, старший стрілець-оператор. Загинув в районі с. Невське Сватівського району Луганської області в результаті мінометного обстрілу.[15]
- 12 жовтня 2023 — Віхніч Євген Владиславович, солдат.
- 20 жовтня 2023 — Мірошниченко Сергій Миколайович, старший солдат, стрілець-оператор. Загинув в районі села Площанка Сватівського району Луганської області внаслідок мінометного обстрілу.[16]

### 2024
11 грудня 2024 - Гуменюк Іван Степанович »Танкіст» 1996р народження , с. Гонятичі Львівської обл. Кулеметник стрілецького відділення стрілецького взводу стрілецької роти . Сухопутних військ Збройних Сил України . Загинув с. Макіївка Сватівського району Луганської області.
- 31 серпня 2024 — Моряк (Лук'янов) Сергій. с. Вишняки, що на Полтавщині. Воював у складі батальйону безпілотних систем «МАРА».[17][18]
- 7 вересня 2024 — Пушкалов Андрій Миколайович. 30 років, с-ще Миропільське. Загинув в районі села Новомихайлівка Краматорського району Донецької області.[19]
- 29 листопада 2024 — Крупка Павло. 24 роки, с. Соколівка Золочівського району. Загинув під с. Макіївка Сватівського району Луганської області.[20]
- 8 грудня 2024 — Григорчук Роман. м. Коломия. Загинув на Луганщині.[21]
- 21 грудня 2024 — Саєнко Давид («Java»). 26 років, м. Олешки. Загинув біля села Новолюбівка на Луганщині.[22]

### 2025
- 31 січня 2025 — Солодкий Сергій, старший телефоніст відділення зв'язку. Загинув у Краматорському районі.[23]
- 13 липня 2025 -  Броман Андреас Мікаель Еверт. Народився в Швеції. Загинув  під час штурмових дій на Донецькому напрямку[24].